# The Capaces
The Capaces és un grup de punk rock format a Barcelona el 1999. Al llarg de la seva carrera han ofert mes de 1000 concerts i han compartit escenari amb bandes importants dins del gènere com ara Poison Idea, Dwarves, Zeke, Hard-Ons, Antiseen, New Bomb Turks, DOA, GBH, The Bulemics, Turbonegro, Fuzztones, Peter Pan Speedrock o The Baboon Show. El seu estil a dalt de l'escenari es caracteritza per un so demolidor i una fúria i cruesa poc habituals, destacant la poderosa veu de Marta Fontana «Martillo» i els salvatges riffs de guitarra de «Cleve» Carter.

## Discografia
- Born to punk (2003)
- Amplifired (2005)
- The Restless Breed (2007)
- Whatever it is, I'm against it! (2010)
- For good (2014)
- Rawness (2018)[3]
- Zoetrope (2021)[4]
- All that is (2023)[5]